# 改则镇
改则镇，是中华人民共和国西藏自治区阿里地区改则县下辖的一个乡镇级行政单位。

## 行政区划
改则镇下辖以下地区：
鲁仁社区、玉多村和日玛村。